# Grancey-le-Château-Neuvelle
Grancey-le-Château-Neuvelle är en kommun i departementet Côte-d'Or i regionen Bourgogne-Franche-Comté i östra Frankrike. Kommunen ligger i kantonen Grancey-le-Château-Neuvelle som tillhör arrondissementet Dijon. År 2022 hade Grancey-le-Château-Neuvelle 262 invånare.

## Befolkningsutveckling
Antalet invånare i kommunen Grancey-le-Château-Neuvelle
Referens:INSEE